# Лауро Салас
Лауро Салас (ісп. Lauro Salas; 28 серпня 1928 — 18 січня 1987) — мексиканський боксер, чемпіон світу з боксу у легкій вазі серед професіоналів (1952).

## Боксерська кар'єра
У професійному боксі дебютував у напівлегкій вазі 26 квітня 1946 року.
27 серпня 1948 року здобув титул чемпіона штату Техас у напівлегкій вазі, нокаутувавши у третьому раунду Менні Ортегу. 7 грудня того ж року в бою за вакантний титул чемпіона штату Каліфорнія у напівлегкій вазі за очками поступився Гарольду Дейду.
Згодом перейшов у легку вагу. 18 квітня 1950 року претендував на титул чемпіона світу серед юніорів у легкій вазі, але поступився Сенді Седдлеру технічним нокаутом у дев'ятому раунді.
Того ж 1950 року знов опустився у напівлегку вагу і 8 грудня за очками переміг Руді Гарсія у бою за титул чемпіона штату Каліфорнія. У 1951 році здійснив захист титулу в триматчевому протистоянні з Фабела Чавезом: перший бій 29 червня завершився у нічию; у другому бою 27 липня перемогу за очками здобув Чавез; у третьому бою 28 вересня Салас повернув собі чемпіонське звання, перемігши технічним нокаутом у дванадцятому раунді.
У лютому 1952 року здійснив вдалий захист титулу у двобої з Хав'єром Гутієрресом, після чого знов піднявся у легку вагу.
1 квітня 1952 року в Лос-Анжелесі претендував на титул чемпіона світу у легкій вазі, але поступився за очками Джиммі Картеру, попри те, що у дванадцятому раунді Картер побував у нокдауні. 14 травня того ж року у другому поєдинку розділеним рішенням суддів здобув перемогу над Джиммі Картером і став новим чемпіоном світу у легкій вазі. 15 жовтня 1952 року в Чикаго поступився Джиммі Картеру одноголосним рішенням суддів і втратив чемпіонський титул.
Згодом тричі намагався вибороти титул чемпіона штату Каліфорнія у легкій вазі, але кожного разу невдало. Значних досягнень більше не мав і у березні 1961 року завершив боксерську кар'єру.